# Харис Еминовић
Харис Еминовић (Бања Лука, 9. мај 2001) је стонотенисер из Републике Српске, БиХ. Члан је стонотенисерске репрезентације БиХ и параолимпијац. Учествовао је на Љетним параолимпијским играма у Токију.

## Биографија
Основну и средњу Медицинску школу завршио је у Бања Луци. Стони тенис почео је да игра са 11 година у клубу ОСТК СПИН. Од 2016. члан је Стонотениског клуба за особе са инвалидитетом "Врбас", Бања Лука. Ово је једини стонотениски клуб инвалида у Републици Српској и БиХ, који се такмичи са клубовима у којима наступају спортисти без инвалидитета. На међународним такмичењима, у екипној конкуренцији, освојио је: златне медаље у Кањижи (2019) и Подгорици (2019), сребрне у Подгорици (2018) и Нишу (2018), бронзану у Кањижи (2018). У појединачној конкуренцији освојио је: златне медаље у Београду (2018, 2019) и Подгорици (2018, 2019), сребрне у Кањижи (2018) и Нишу (2019), бронзану у Нишу (2018). Са репрезентацијом БиХ освојио је златну медаљу на Свјетском купу "Finland Open" Пајулахти спортски институт у Настоли, Финска (2019). Освајач је златне (2019) и сребрних медаља (2017, 2018) на првенству БиХ (категорије К 6-7-8), златне медаље у појединачној (2018, 2019) и екипној конкуренцији (2019) у Купу БиХ (категорија К-6), те бронзане медаље (2019) на првенству регије и града Бање Луке (спојене категорије стојећи К 6-10).